# 統軍亭
統軍亭（통군정）是一座曾經用於指揮士兵的樓亭，位於朝鮮民主主義人民共和國平安北道義州郡義州邑的東北角之小山峰。它的建造時間已無從稽考，然而根據公元990年編撰的朝鮮古籍《任士洪記》的內容，它應當屬高麗初期的建築物。在1538年被重建，1823年又再度修復。
在統軍亭遠眺，義州城的古代城牆及鴨綠江的景色盡收眼底，對岸是中華人民共和國的遼寧省虎山。甲午戰爭期間，侵略中國、朝鮮半島的日本军队，就曾在統軍亭向清軍開炮，造成多人死傷。

## 榮譽
- 朝鮮著名的朝鮮關西八景之一
- 指定為朝鮮的第11號國寶。

## 鄰近的觀光地點
- 新溫溫泉
- 朔州溫泉
- 東林瀑布